# Tisău
Tisău é uma comuna romena localizada no distrito de Buzău, na região de Muntênia. A comuna possui uma área de 98.89 km² e sua população era de 4976 habitantes segundo o censo de 2007.